# Senior Enlisted Advisor to the Chairman of the Joint Chiefs of Staff
Der  Senior Enlisted Advisor to the Chairman of the Joint Chiefs of Staff (SEAC) ist der ranghöchste Unteroffizier der US-Streitkräfte und Hauptberater des Vorsitzenden des Vereinten Generalstabs (Chairman of the Joint Chiefs of Staff) in Fragen, die das Unteroffizierkorps der Streitkräfte, vor allem im Bereich der gemischten Verbundoperationen, betrifft. Als erster Soldat nahm Command Sergeant Major William Joseph Gainey vom 1. Oktober 2005 bis zum 25. April 2008 diese Aufgabe wahr. Nach Gaineys Pensionierung wurde der Posten erst 2011 wieder neu besetzt.

## Auftrag
Der SEAC soll bei der Erfüllung seiner Aufgaben auch als Bindeglied zwischen den führenden Unteroffiziervertretern (Senior Enlisted Advisors, kurz SEAs) der einzelnen Teilstreitkräfte und der Unified Combatant Commands und dem Vereinten Generalstab dienen. Ebenso stellt der SEAC den Diskurs mit den SEAs der Teilstreitkräfte (USA, USAF, USMC, USN) zu Fragen, die Unteroffiziere betreffend, sicher. Dazu setzt er regelmäßige Sitzungen an. Der SEAC wird nach der Stufe E-9 (NATO: OR-9) besoldet und ist den SEAs der Teilstreitkräfte gleichgestellt.
Die Hauptaufgabe des SEAC ist die Beratung des Generalstabschefs (chairman) in allen Fragen der Verbundoperationen, Integration einzelner Abordnungen in Großverbände, deren Gebrauch und  Entwicklung. Zusätzlich befasst er sich mit der Entwicklung von Ausbildungsinhalten für Unteroffiziere, die in leitenden Verwendungen in Verbandsstäben eingesetzt sind.
Der SEAC nimmt auch die Aufsicht über verschiedene Bereiche, die ihm der Generalstabschef zuweist, wahr. Gleichzeitig ist er auch Sprecher des Generalstabschef für die leitenden Unteroffiziere der Teilstreitkräfte. Andererseits ist der SEAC aber auch Sprecher aller Unteroffiziere in Konferenzen mit den Generalstabschefs der Teilstreitkräfte, zivilen Vertretern oder Unteroffizieren anderer Nationen. Obwohl in der direkten Befehlskette den SEAs der Teilstreitkräfte und der Unified Combatant Commands nicht vorgesetzt, ist er doch innerhalb der Kommunikationskette die direkte Verbindung zwischen ihnen und dem Generalstabschef.
Zu den Aufgaben des SEAC gehören auch Inspektionen der Streitkräfte im Einsatz und die Behebung der Probleme, die dabei eventuell festgestellt werden. Nachdem solche Probleme erkannt und zusammen mit der entsprechenden Teilstreitkraft ausgeräumt sind, gehört es ferner zu seinen Aufgaben, die Lösungen auch in den anderen Teilstreitkräften einzuführen.

### Weitere Aufgabenbereiche
Der SEAC reist viel, um mit vielen Unteroffizieren u. a. über Verbundoperationen zu sprechen. In Einsatzgebieten ist es auch seine Aufgabe, Faktoren, die die Moral und das Wohlergehen der Unteroffiziere beeinflussen, zu identifizieren und diese zu beeinflussen.
Die Beratung der Vereinten Generalstabs zu Richtlinien und Programmen die die militärische Ausbildung von Unteroffizieren, die in Führungspositionen eingesetzt werden, regelt, fällt ebenso in sein Aufgabengebiet. Auch dem US-Kongress steht er Rede und Antwort und setzt sich dabei auch mit Mitgliedern aller Ebenen der Regierung auseinander.
Der Generalstabschef kann den SEAC in verschiedene Beratungsstäbe oder Komitees beordern, die sich bspw. mit Aspekten der Moral, dem Wohlergehen, der Erholung, der United Service Organisation (USO) oder dem Amerikanischen Roten Kreuz befassen, um dort die Angelegenheiten der Unteroffiziere in Großverbänden zu vertreten.

## Liste der Senior Enlisted Advisors to the Chairman
| Nr. | Name                                                                      | Teilstreitkraft | Bild | Beginn der Berufung | Ende der Berufung |
| --- | ------------------------------------------------------------------------- | --------------- | ---- | ------------------- | ----------------- |
| 1   | Command Sergeant Major William Joseph Gainey                              | USA             |      | 1. Oktober 2005     | 25. April 2008    |
|     | Vakanz                                                                    |                 |      | 25. April 2008      | 1. Oktober 2011   |
| 2   | Sergeant Major Bryan B. Battaglia                                         | USMC            |      | 1. Oktober 2011     | 11. Dezember 2015 |
| 3   | Command Sergeant Major / Senior Enlisted Advisor John W. Troxell          | USA             |      | 11. Dezember 2015   | 13. Dezember 2019 |
| 4   | Command Chief Master Sergeant / Senior Enlisted Advisor Ramón Colón-López | USAF            |      | 13. Dezember 2019   |                   |

Im Dezember 2019 wurde angekündigt, für den Inhaber dieses besonders hervorgehobenen Unteroffizierdienstgrades, der auch mit einer Amtszulage verbunden ist, einen eigenen Dienstgrad mit eigenem Dienstgradabzeichen zu schaffen, welches sich an das Amtswappen des CJCS anlehnt. Bisher gibt es nur Abzeichen für Heeres- und Luftwaffenuniformträger.